# Mara Wilson
Mara Elizabeth Wilson (Burbank, California, 24 de julio de 1987) es una actriz, escritora, dramaturga y actriz de doblaje estadounidense. Saltó a la fama cuando era niña por desempeñar el papel de Natalie Hillard en la película Mrs. Doubtfire (1993), y posteriormente interpretó a Susan Walker en Miracle on 34th Street, Matilda Wormwood en Matilda (1996) y Lily Stone en Thomas and the Magic Railroad (2000). Se retiró de la actuación en 2000 para centrarse en la escritura, aunque volvió a actuar en 2012.

## Biografía
Mara Wilson nació en Burbank, California, el 24 de julio de 1987. Es la hija mayor de Mike Wilson, un ingeniero de radiodifusión televisiva y Suzie Shapiro, una ama de casa. Tiene tres hermanos mayores, Danny, Jonathan y Joel y una hermana menor, Anna. La madre de Mara fue diagnosticada con cáncer de mama el 10 de marzo de 1995. Para ese momento los médicos habían diagnosticado el cáncer demasiado tarde. Suzie Wilson murió el 26 de abril de 1996, mientras que Mara estaba filmando Matilda. La película fue dedicada a la memoria de Suzie y se le permitió ver una versión no editada de la película antes de morir. Mike, el padre de Mara, se volvió a casar.
Su madre era judía y su padre es de ascendencia irlandesa. Wilson fue criada en la fe judía, pero a los 15 años se volvió atea. Sin embargo, en 2020 dijo que se consideraba agnóstica. 2005, se graduó de la Idyllwild Arts Academy. Estudió en la Universidad de Nueva York.
En junio de 2016, hizo pública su bisexualidad.

## Carrera
Después de ver a su hermano mayor Danny actuando en comerciales, Wilson comenzó a interesarse en el cine, comenzando a actuar a la edad de cinco años. Su debut en el cine fue en 1993 en Mrs. Doubtfire, seguido por la adaptación de 1994 Miracle on 34th Street. En 1994, Wilson tuvo un papel recurrente como Petrova en Melrose Place y como Barbara Barton en la película para televisión A Time to Heal.
Wilson cantó "Make 'Em Laugh" en la 67.ª Ceremonia de los Premios Óscar, el 27 de marzo de 1995, con Tim Curry y Kathy Najimy.
En 1995, ganó el premio "ShoWest Award" como "Estrella Joven del Año". Sus actuaciones llamaron la atención de Danny DeVito, quien la eligió como el personaje principal de la película Matilda.
Wilson ganó un "Young Artist Award" por su papel en A Simple Wish en la categoría de "Mejor Actuación de una actriz joven en una Película" y un "Young Star Award" por Matilda en la categoría de "Mejor Actuación de una Actriz Joven en una Película de Comedia". Fue dos veces nominada en los Saturn Award por "Mejor Actuación de un Actor Joven" por Matilda y A Simple Wish. En 1999, interpretó a Willow Johnson en la película de televisión de Disney Channel Ballom Farm. Audicionó para un papel en la adaptación The Parent Trap, pero se consideró que era demasiado joven para el papel, obteniéndolo Lindsay Lohan. Su aparición en la película de 2000 Thomas and the Magic Railroad fue su último papel cinematográfico importante hasta la fecha. Una vez que se completó Thomas and the Magic Railroad, Wilson decidió concentrarse en la escuela en lugar de actuar en películas. En ese momento de su carrera los guiones le eran enviados para que ella no tuviera que ir a las audiciones.
En 2012, Wilson apareció brevemente en un episodio de la serie web Missed Connection, en el papel de Bitty e hizo apariciones especiales en That Guy With The Glasses.
Wilson explicó por qué renunció a ser actriz, diciendo: "Actuar en películas no es muy divertido. Haciendo la misma cosa una y otra vez hasta que, a los ojos del director, esté 'bien hecho'. No permite mucho la libertad creativa. Los mejores momentos que he tenido en los rodajes fueron los tiempos en que los directores me permitieron expresarme, pero eran raros".
En mayo de 2013, Wilson escribió un artículo para la revista en línea Cracked.com, ofreciendo su opinión de la inestabilidad de algunos ex niños estrellas.
Ahora trabaja para Publicolor y tiene la esperanza de entrar en el mercado de las novelas para jóvenes adultos; además, escribió su primera obra Off Broadway, llamada Sheeple.
Wilson también tiene un papel recurrente en el podcast Welcome to Night Vale, como "La mujer vieja sin rostro que vive en secreto en tu casa".

## Vida personal
A los 12 años, a Wilson se le diagnosticó TOC. También se le ha diagnosticado TDAH. En 2015, colaboró con Project UROK, una organización sin fines de lucro cuya misión es ayudar a los adolescentes con enfermedades mentales. Apareció en un video para hablar sobre las enfermedades mentales que ha experimentado, incluida la ansiedad, la depresión y el TOC. También habló sobre su historial de enfermedades mentales en el podcast de Paul Gilmartin, The Mental Illness Happy Hour.
En 2013, Wilson reside en Queens, Nueva York. Ella es bisexual. En una entrevista de 2019 con el sitio web bi.org, Wilson declaró sobre su sexualidad:
Recuerdo que pensé cuando era joven que la bisexualidad tenía más sentido para mí que ser heterosexual o ser gay. Para mí tenía más sentido intrínsecamente. Pensé: "Bueno, sí, para mí tiene sentido que la gente se sienta atraída por más de un tipo de persona". Y recuerdo haber tenido ese pensamiento, pero pensando: "Pero eso es algo abstracto, no es un pensamiento real".
Y recuerdo sentirme atraída por las chicas y enamorarme de ellas en la escuela secundaria, y también a una edad muy temprana. Creo que cuando era como una prepúber, realmente no me di cuenta de que había enamoramientos. En la escuela secundaria, pensaba que tenía enamoramientos o amores platónicos, pero luego decía: "No, por supuesto que no, es otra cosa". Le echaría la culpa a otra cosa. Me llevó mucho tiempo.

También hubo muchas razones por las que no me identifiqué con ello durante mucho tiempo. Creo que [para] cuando cumplí la mayoría de edad en la década de 2000, existía una especie de idea de: "lo estás haciendo para llamar la atención".
En una entrevista de NPR de 2017, la actriz de doblaje de Los Simpson, Nancy Cartwright, declaró que una joven Wilson fue la inspiración para la voz de un personaje en el episodio «Bart Sells His Soul».
En un artículo de opinión de 2017 en la revista Elle, Wilson defendió a la actriz de ese entonces 13 años, Millie Bobby Brown después de que los comentaristas sexualizaran la imagen pública de Brown.
El 23 de febrero de 2021, en un artículo de opinión de The New York Times, Wilson comentó sobre el documental Framing Britney Spears y los paralelismos entre sus vidas como estrellas infantiles. Describió que le pidieron que comentara sobre la floreciente sexualidad de Spears, de 18 años, cuando apenas tenía 13. Expresó alivio por escapar en gran medida de la sobreexualización de su imagen pública en comparación con Spears. Describió su decepción cuando un periodista la llamó "mocosa malcriada" cuando ella declaró honestamente que quería el día libre en su cumpleaños número 13 en lugar de conceder entrevistas.
Wilson es prima del comentarista político conservador y presentador de medios Ben Shapiro. Wilson, que es progresista, ha declarado en entrevistas públicas que ha desautorizado a Shapiro por sus opiniones políticas y que no se hablan desde hace años.

## Filmografía

### Cine
| Año  | Título                        | Rol                      | Notas |
| ---- | ----------------------------- | ------------------------ | ----- |
| 1993 | Mrs. Doubtfire                | Natalie «Nattie» Hillard |       |
| 1994 | Miracle on 34th Street        | Susan Walker             |       |
| 1996 | Matilda                       | Matilda Wormwood         |       |
| 1997 | A Simple Wish                 | Anabel Greening          |       |
| 2000 | Thomas and the Magic Railroad | Lily Stone               |       |

### Televisión
| Año     | Título                     | Rol                              | Notas                                                                                             |
| ------- | -------------------------- | -------------------------------- | ------------------------------------------------------------------------------------------------- |
| 1993    | Melrose Place              | Nicole «Nikki» Petrova           | Recurrente, 5 episodios                                                                           |
| 1994    | A Time to Heal             | Barbara Barton                   | Película de televisión                                                                            |
| 1996    | Pearl                      | Samantha Stein                   | Episodio: «The Tutor»                                                                             |
| 1999    | Batman Beyond              | Tamara (voz)                     | Episodio: «Mind Games»                                                                            |
| 1999    | Balloon Farm               | Willow Johnson                   | Película de televisión                                                                            |
| 2016    | Broad City                 | Mesera                           | Episodio: «Burning Bridges»                                                                       |
| 2016    | BoJack Horseman            | Jill Pill (voz)                  | Recurrente, 4 episodios                                                                           |
| 2018–19 | Big Hero 6: The Series     | Liv Amara/Diane «Di» Amara (voz) | Recurrente                                                                                        |
| 2020    | The George Lucas Talk Show | Ella misma                       | May the AR Be LI$$ You Arliss, maratón de recaudación de fondos; The George Lucas Holiday Special |

### Web
| Año        | Título                                                 | Rol                                           | Notas                                                                                          |
| ---------- | ------------------------------------------------------ | --------------------------------------------- | ---------------------------------------------------------------------------------------------- |
| 2012       | Nostalgia Critic                                       | Ella misma                                    | Episodio: «A Simple Wish»                                                                      |
| 2012       | Nostalgia Chick                                        | Ella misma                                    | Episodio: «Matilda», también escritora                                                         |
| 2012       | Demo Reel                                              | Esposa de Donnie DuPre (voz)                  | Episodio: «Lost in Translation (Versión Bromance)»                                             |
| 2012       | Shut Up and Talk                                       | Ella misma                                    | Episodio: «Guest: Mara Wilson»                                                                 |
| 2012       | Missed Connection                                      | Bitty                                         | Episodio: «Bad Dates»                                                                          |
| 2013       | Welcome to Night Vale                                  | Anciana sin rostro (voz)                      | 10 episodios                                                                                   |
| 2014       | Keith and The Girl                                     | Ella misma                                    | Episodio: «2002: Boobs»                                                                        |
| 2014       | Nostalgia Chick                                        | Ella misma                                    | Episodio: «Nostalgic Foods of Yore»                                                            |
| 2014       | Amy Poehler's Smart Girls                              | Ella misma                                    | Episodio: «The In Too Steep Tea Party»                                                         |
| 2014       | Maven of the Eventide                                  | Ella misma                                    | Pumpktoberfest Vlogs, episodios 5 & 12                                                         |
| 2014       | I Don't Even Own a Television                          | Ella misma                                    | Episodio: «016 — Covert Conception (w/ Mara Wilson)»                                           |
| 2015       | Keith and The Girl                                     | Ella misma                                    | Episodio: «2147: Gang Dick»                                                                    |
| 2015       | Gilmore Guys                                           | Ella misma                                    | Episodio: 4.21                                                                                 |
| 2015       | That's the Show with Danny                             | Ella misma                                    | Episodio: «117: The One with Mara Wilson»                                                      |
| 2015, 2017 | I Don't Even Own a Television                          | Ella misma                                    | Episodios: «026: Treacherous Love (w/ Mara Wilson)», «081: I'm With the Band (w/ Mara Wilson)» |
| 2016       | Mouth Time with Reductress                             | Ruth Hrorgen                                  | Mouth Time LIVE! With Mara Wilson                                                              |
| 2019       | Passenger List                                         | —                                             | Escritora de «Cyberspace» (episodio: 5)                                                        |
| 2020       | Helluva Boss                                           | Sra. Mayberry                                 | Episodio: «Murder Family»                                                                      |
| 2020       | Our Popcorn Movie Dystopia - Some More News: The Movie | Matilda Cody                                  | Película web                                                                                   |
| 2021       | You Are Good                                           | Ella misma                                    | Episodio: «Hocus Pocus with Mara Wilson»                                                       |
| 2022       | Ollie & Scoops                                         | Claudia Grimson / La chica espeluznante (voz) | 2 episodios (#9 «Vinnie Video» y #10 «A Night at Claudia's»)                                   |